# Morbello
Morbello (tiếng Piedmonte: Mirbé) là một đô thị ở tỉnh Alessandria, vùng Piedmont của Ý. Đô thị này nằm ở Alto Monferrato, cách Milano và Genova 1 tiếng đi xe hơi.